# Dagmars heta trosor
Dagmars heta trosor (originaltitel Dagmar's Hot Pants, Inc.) är en dansk-svensk-amerikansk komedifilm från 1971, regisserad av Vernon P. Becker. I huvudrollen som den prostituerade Dagmar Anderson ses Diana Kjaer.

## Handling
Svenskan Dagmar Anderson arbetar som prostituerad i Köpenhamn, men tänker sluta med detta och resa hem för att gifta sig. Under sin sista dag i staden får hon problem, men lyckas dock fly och hinner med flyget till Stockholm och en annan framtid.

## Om filmen
Dagmars heta trosor producerades av Becker för Trans-American Films och Unicorn Organisation och skrev även filmens manus tillsammans med Louis M. Heyward. Inspelningen ägde rum Köpenhamn och Stockholm med Tony Forsberg som fotograf. Filmen premiärvisades i USA i oktober 1971 och hade därefter premiär i Västtyskland den 21 april 1972, Österrike i juni 1972, Sverige den 7 augusti 1972 på biograf Nya Rita i Stockholm  och Finland den 27 april 1973. I Sverige hade filmen 7 967 besökare, vilket genererade 58 384 svenska kronor i intäkter.

## Rollista
- Diana Kjaer – Dagmar Anderson
- Robert Strauss – John Blackstone
- Tommy Blom – Jan Anderson
- Ole Søltoft – Lennart Pettersson
- Anne Grete – Ingrid Lindberg
- Anne-Lise Alexandersson – Vivi Eriksen
- Tor Isedal – Vincent Lombardozi
- Inger Sundh – Anne Engström
- Karl Erik Flens – doktor Adamsen
- Lars Söderström – Gunnar Hansen
- Åke Fridell – Igor Smirnoff
- Cecil Cheng – Sessue Nakajima
- Bobby Kwan – Tishoro Suzuki
- Poul Bundgaard – Englebert Ekmanner
- Svend Johansen – Svend Johansen
- Manne Grünberger – herr Bergman
- Göthe Grefbo – Harold Hansen
- Marrit Ohlsson – fröken Lindstrom
- John Harryson – Igor Smirnov
- Ing-Margret Lackne – sjuksköterska
- Monica Lindberg – Gunilla
- Lars Granberg – advokat
- Gus Dahlström – målare
- Helli Louise – Britta
- Britt Marie Engstroem – Bibi
- Harriet Efies – Astrid
- Britten Larsson – Eva
- Solveig Andersson – Greta
- Lena Bergqvist – Lotte
- Anita Ziegler – Ulla
- Karin Almqvist – Else
- Jeanette Swensson – Monika

## DVD
Filmen gavs ut på DVD 2018.